# Передовка (приток Турчанки)
Передовка (укр. Передівка) — правый приток Турчанки, протекающий по Корюковскому району (Черниговская область, Украина).

## География
Длина — 11 км. Река берёт начало северо-восточнее села Охрамиевичи (Корюковский район) и западнее бывшего села Теребище. Река течёт на запад, далее делает поворот — на юг. Впадает в Турчанку юго-западее села Охрамиевичи (Корюковский район). Крупных притоков не имеет.
Русло извилистое. Пойма очагами занята заболоченными участками с тростниковой растительностью, лесом (доминирование сосны).
Населённые пункты на реке: Охрамиевичи